# 水葫芦苗
水葫芦苗（学名：Halerpestes cymbalaria）为毛茛科碱毛茛属下的一个种。